# Leon de Winter
Leon de Winter ('s-Hertogenbosch, 26 de fevereiro de 1954) é um romancista e um conhecido colunista holandês. É muito conhecido na Holanda e no estrangeiro, em particular na Alemanha, onde os seus livros são frequentemente muito bem vendidos e onde é uma figura mediática (Leon de Winter domina a língua alemã, escreve ocasionalmente para jornais alemães e é entrevistado frequentemente na televisão alemã).
Publicou aos 24 anos o seu primeiro romance. Leon de Winter vive em Bloemendaal, entre Amesterdão e o mar.
A sua obra compreende romances, contos e roteiros de filmes. O seu romance Céu de Hollywood foi encenado para o cinema por Sönke Wortmann.

## Extracto da Obra
- A fome de Hoffmann, 1995
- SuperTex, 1996
- O céu de Hollywood, 2000
- O Universo de Sokolow, 2001
- Leo Kaplan, 2002
- Malibu, 2003